# Coelichneumon atratorius
Coelichneumon atratorius är en stekelart som först beskrevs av Charles Joseph de Villers 1789.  Coelichneumon atratorius ingår i släktet Coelichneumon och familjen brokparasitsteklar. Inga underarter finns listade i Catalogue of Life.